# Bolesestra
Bolesestra (en serbe cyrillique: Болесестра) est un village de l'est du Monténégro, dans la municipalité de Podgorica.

## Démographie

### Évolution historique de la population
| 1948 | 1953 | 1961 | 1971 | 1981 | 1991 | 2003 |
| ---- | ---- | ---- | ---- | ---- | ---- | ---- |
| 162  | 225  | 216  | 167  | 124  | 50   | 58   |